# Дзьобак лусонський
Дзьоба́к лусонський (Chrysocolaptes haematribon) — вид дятлоподібних птахів родини дятлових (Picidae). Ендемік Філіппін. Раніше вважався конспецифічним з великим дзьобаком, однак був визнаний окремим видом.

## Поширення і екологія
Лусонські дзьобаки мешкають на островах Лусон, Полілло, Катандуанес і Маріндук на півночі Філіппінського архіпелагу. Вони живуть у вологих рівнинних і гірських тропічних лісах, в рідколіссях і на плантаціях. Зустрічаються парами, на висоті до 1500 м над рівнем моря.